# Rodnei
Rodnei Francisco de Lima, plus connu sous le nom de Rodnei, né le 11 septembre 1985 à São Paulo, est un joueur de football brésilien évoluant au poste de défenseur au Munich 1860.

## Biographie
Rodnei Francisco de Lima fait ses débuts en Bundesliga (1re division allemande) le 14 février 2009 au sein du Hertha Berlin. 

## Carrière
- 2005 : Juventus -  Brésil
- jan. 2006-2007 : FK Vilnius -  Lituanie
- 2007-2008 : Jagiellonia Białystok -  Pologne
- 2008-2012 : Hertha BSC Berlin -  Allemagne
  - 2009-2010 : 1. FC Kaiserslautern -  Allemagne (prêt)
- 2010-2012 : 1. FC Kaiserslautern -  Allemagne
- 2012-2015 : Red Bull Salzbourg -  Autriche[1],[2],[3]
  - fév. 2015-2015 : RB Leipzig -  Allemagne (prêt)
- depuis 2015 :  Munich 1860

## Palmarès
- Kaiserslautern
  - Vainqueur de la 2.Bundesliga en 2010.

- Red Bull Salzbourg
  - Vainqueur du Championnat d'Autriche en 2014;